# Улица Академика Самарского
У́лица Акаде́мика Сама́рского (до 29 июля 2015 года — проекти́руемый прое́зд № 3541) — улица в Западном административном округе города Москвы на территории района Раменки.

## История
Улица получила современное название в память о советском математике, академике РАН А. А. Самарском (1919—2008), до 29 июля 2015 года называлась проекти́руемый прое́зд № 3541.

## Расположение

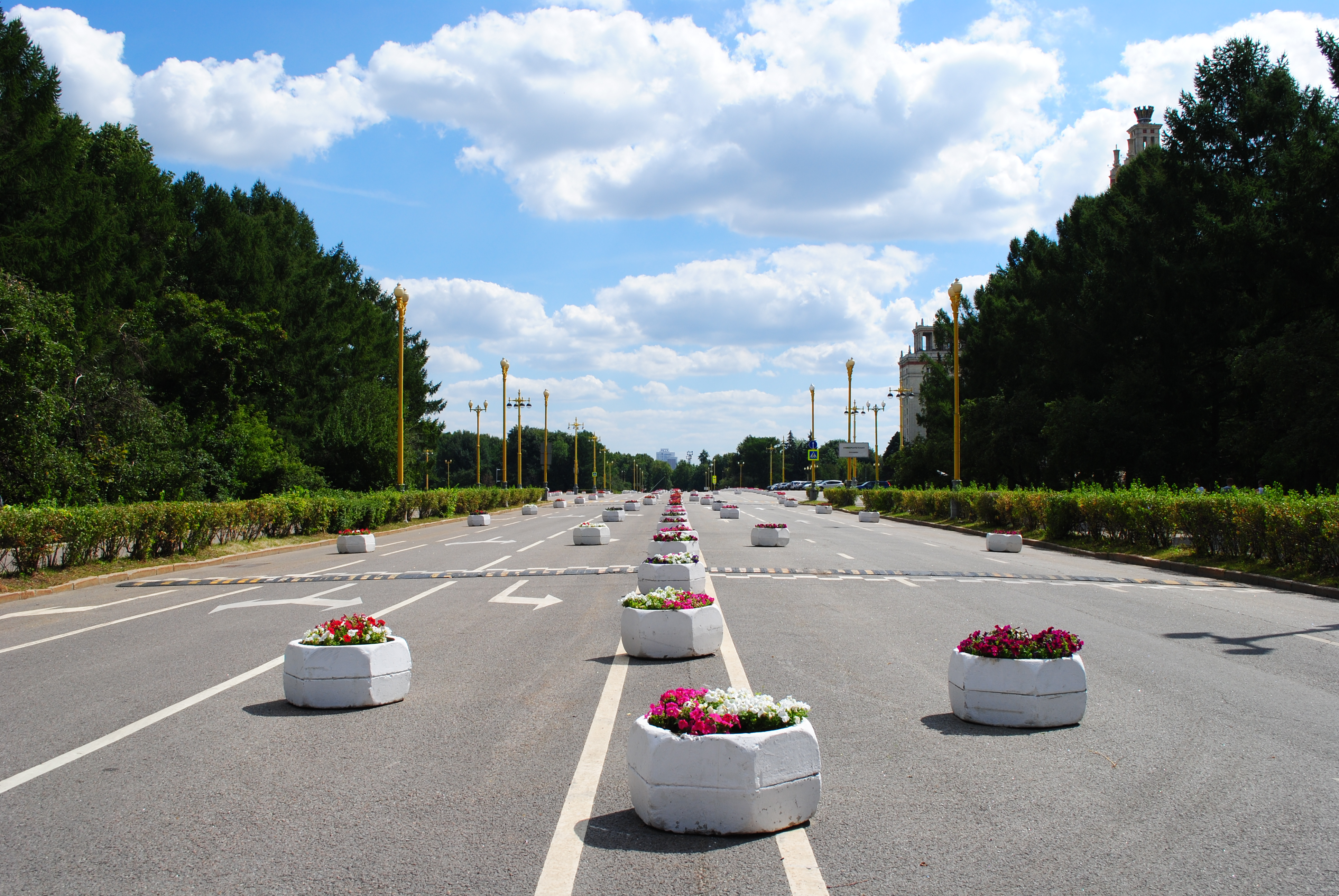
Улица Академика Самарского (вид от Менделеевской улицы в сторону Университетской площади)

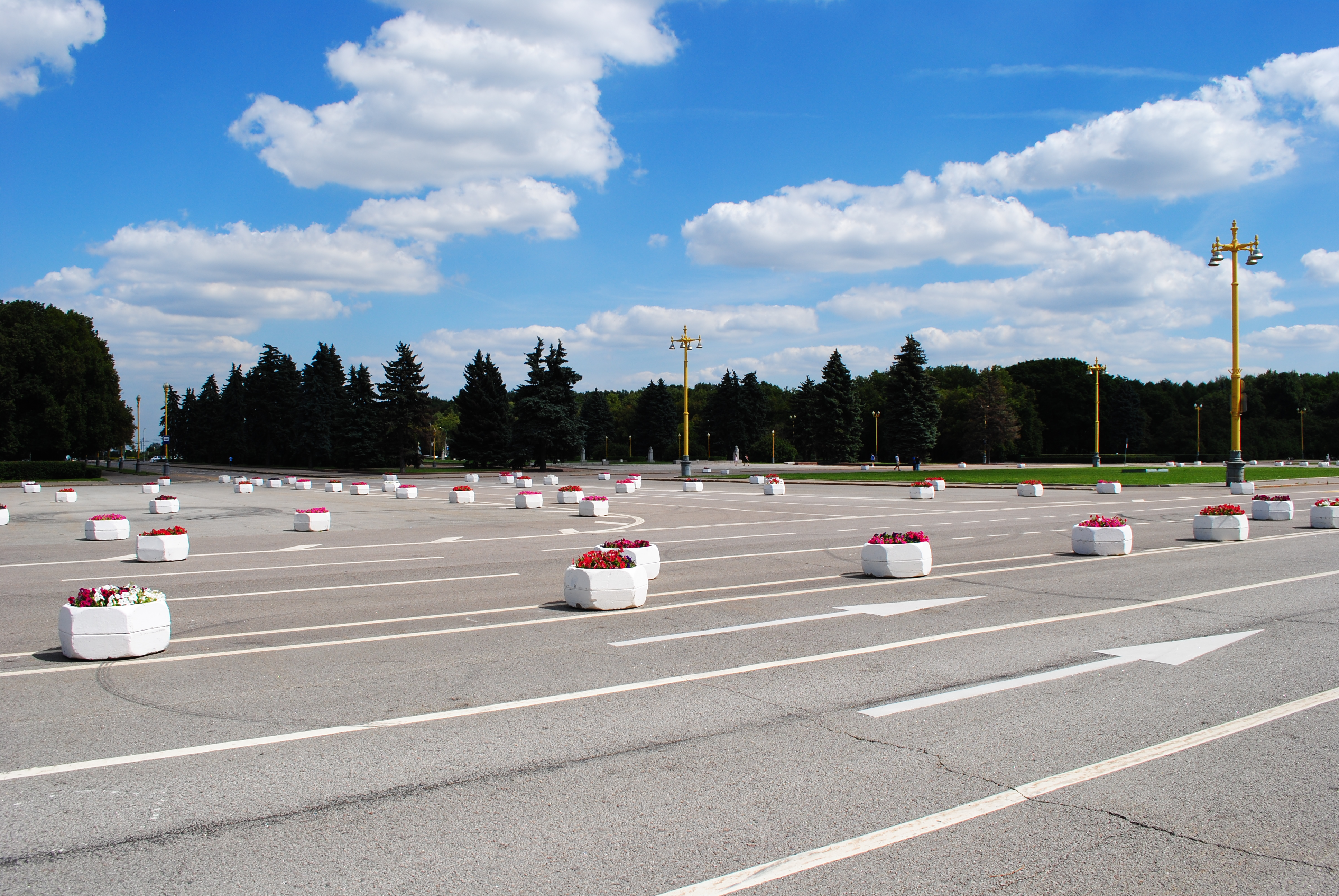
Улица Академика Самарского и Университетская площадь

Улица Академика Самарского проходит по территории МГУ им. М. В. Ломоносова (микрорайон Ленинские горы) от улицы Лебедева на северо-запад до Менделеевской улицы, образуя юго-западную границу Университетской площади. По улице Академика Самарского не числится домовладений.

## Примечательные здания и сооружения
- Главное здание МГУ им. М. В. Ломоносова — между улицами Академика Самарского, Академика Хохлова и Лебедева и Менделеевской улицей.

## Транспорт

### Наземный транспорт
По улице Академика Самарского не проходят маршруты наземного общественного транспорта. У юго-восточного конца улицы, на улице Лебедева, расположена остановка «Улица Лебедева» автобусов № 57, 111, у северо-западного, на Менделеевской улице, — остановка «Менделеевская улица» автобусов № 1, 111, 119, северо-восточнее улицы, на Университетском проспекте, — остановка «Университетская площадь» автобуса № 111, восточнее, на Университетском проспекте, — остановка «Обсерватория» автобуса № 57, 111.

### Метро
- Станция метро «Воробьёвы горы» Сокольнической линии — северо-восточнее улицы, на Лужнецком метромосту, соединяющем проспект Вернадского и Комсомольский проспект, с выходами на Андреевскую, Воробьёвскую и Лужнецкую набережные.
- Станция метро «Ломоносовский проспект» Солнцевской линии — расположена западнее улицы, на площади Индиры Ганди на пересечении Ломоносовского и Мичуринского проспектов.
- Станция метро «Университет» Сокольнической линии — южнее улицы, на площади Джавахарлала Неру на пересечении проспекта Вернадского и Ломоносовского проспекта.